# Thalia Flora-Karavia
Thalia Flora-Karavia ( en griego: Θάλεια Φλωρά-Καραβία, 1871–1960) fue una artista griega y miembro de la Escuela de Munich, conocida sobre todo por sus bocetos de soldados en guerra.

## Trayectoria
Thalia Flora nació en 1871 en Siatista, Macedonia occidental. En 1874 se mudó con su familia a Estambul.Allí obtuvo una beca que le permitió estudiar de 1883 a 1888 en la Escuela para Niñas Zappeion.Después de graduarse, trabajó como maestra durante un año.Decidió estudiar pintura y en 1895 se mudó a Munich donde trabajó con Georgios Jakobides (1853–1932) y Nikolaos Gyzis (1842–1901). Al ser mujer, no pudo asistir a la Academia de Bellas Artes de Munich, por lo que tomó cursos de diseño y pintura en una escuela privada. Estudió junto a artistas como Nikolaos Vokos (1859–1902), Paul Nauen (1859–1932), Anton Ažbe (1862–1905) y Walter Thor (1870–1929). Regresó a Estambul en 1898, volviendo después a Munich hasta 1900.
Flora viajó a varias ciudades de Europa.En 1906 realizó una exposición conjunta en Atenas con Sophia Laskaridou.Mientras visitaba Egipto en 1907 se casó con el periodista Nicolás Karavia. Hizo de Alejandría su hogar durante los siguientes treinta años. Fundó y dirigió una escuela de arte. Durante las guerras de los Balcanes de 1912-1913, decidió seguir a las tropas griegas como corresponsal del periódico alejandrino dirigido por su marido. Sus dibujos registraron la vida de las tropas, los refugiados y las bajas en un estilo casi impresionista.Se publicaron en el libro de 1936 Impresiones de la guerra de 1912-1913 en Macedonia y Epiro. También registró la Campaña de Asia Menor de 1921 y el Frente albanés durante la Guerra Greco-Italiana de 1940-1941.
En 1940, Flora se mudó a Grecia, donde vivió el resto de su vida. Murió en Atenas en 1960.

## Obra
Flora comenzó a exhibir su trabajo en 1898 que se mostró en muchas exposiciones individuales y colectivas en Grecia y otros países, incluido Parnassus en la Exposición Universal de 1900 en París, Estambul en 1901 y 1902, Atenas en 1903. El Cairo en 1909, Roma en 1911 y la Bienal de Venecia en 1934.
El trabajo de Thalia Flora-Karavia incluye una amplia gama de temas que incluyen retratos, paisajes, bodegones, escenas de género e ilustraciones de libros. Al principio siguió las reglas conservadoras de la Academia, pero luego adoptó conceptos del impresionismo y la pintura al aire libre.
El Museo de la Guerra de Atenas tiene una gran colección de acuarelas y pasteles de Flora-Karavia de las guerras de los Balcanes y la guerra griega en Asia Menor en 1921. Los bocetos representan la campaña en Emin Aga en febrero de 1913, un hospital improvisado en Filipiada, caballos bebiendo, hornos de pan portátiles, el rey Constantino I de Grecia y su personal, etc.
Alrededor de 70 de sus bocetos de guerra fueron comprados a la artista en 1957 y donados a la Galería de Arte Municipal de Ioannina.